# Zeche Neuschölerpad
Die Zeche Neuschölerpad ist ein ehemaliges Steinkohlenbergwerk in Essen-Altendorf-Bochold. Die Zeche war auch unter den Namen Zeche Neu-Schölerpad und Zeche Neuschöllerpad bekannt. Zeitweise wurde das Bergwerk auch noch Zeche Schölerpad genannt. Das Bergwerk war aus der Konsolidation von zwei zuvor eigenständigen Bergwerken entstanden. Die Zeche Neuschölerpad gehörte in der zweiten Hälfte des 19. Jahrhunderts zu den bedeutendsten Zechen des Regierungsbezirks Düsseldorf. Das Bergwerk gehörte zu den Gründungsmitgliedern des Vereins für Bergbauliche Interessen.

## Bergwerksgeschichte
Im Jahr 1851 konsolidierte die Zeche Schölerpad mit der Zeche Friedrike zur Zeche Neuschölerpad. Die Umbenennung in Neu-Schölerpad erfolgte am 1. Juli desselben Jahres. Die Berechtsame umfasste zu diesem Zeitpunkt ein Geviertfeld und zwei Längenfelder. Es waren zwei Schächte, die Schächte Bückmann und Flasdorf, vorhanden und in Betrieb. Bei einer Teufe von 207 Metern war die 3. Sohle aufgefahren. Auf dem Betriebsteil Schölerpad war eine Kokerei in Betrieb. Nach der Konsolidierung war das Bergwerk für mehrere Jahre in Betrieb. Das Bergwerk war im Jahr 1854 eines der förderstärksten Bergwerke im Bergamtsbezirk Essen. Im Jahr 1859 kam es auf dem Bergwerk zu einem Grubenbrand, infolgedessen mussten mehrere Abteilungen abgedämmt werden. Die genaue Ursache für diesen Brand konnte nicht geklärt werden. Als gesichert galt nur, dass der Brand nicht durch Selbstentzündung entstanden war. Auf dem Bergwerk wurde das weitere Grubenfeld ausgerichtet. Ab dem darauffolgenden Jahr fand wieder für mehrere Jahre Gewinnung statt. Zu dieser Zeit gehörte das Bergwerk zum Oberbergamtsbezirk Dortmund und dort zum Bergrevier Frohnhausen. Im Jahr 1861 brach bei der Wasserhaltungsmaschine zweimal das Gestänge. Dies führte dazu, dass die gesamten Grubenbaue über der III. Sohle voll Wasser liefen. Im Jahr 1864 wurde die 4. Sohle ausgerichtet. Die Sohle befand sich bei einer Teufe von etwa 280 Metern. Im März des Jahres 1874 wurde die Kokerei stillgelegt. Im selben Jahr wurde auch der Schacht Bückmann stillgelegt. Zu diesem Zeitpunkt war Julius Liebrecht, der Vater des Berghauptmanns Franz Liebrecht, der Repräsentant der Gewerkschaft. Im Jahr 1875 wurde das Grubenfeld aufgegeben, anschließend wurde der Schacht Flashoff verfüllt. Die Berechtsame wurde der Zeche Vereinigte Sälzer & Neuack zugeschlagen. Im Jahr 1898 kam das Grubenfeld der Zeche Neuschölerpad zur Zeche Hagenbeck. Allerdings blieben die Gewerkschaften noch eigenständig bestehen. Mit Gründung des Mülheimer Bergwerks-Vereins wurden die beiden Gewerkschaften miteinander verschmolzen.

## Förderung und Belegschaft
Die ersten bekannten Förder- und Belegschaftszahlen stammen aus dem Jahr 1854, damals waren 282 Bergleute auf dem Bergwerk beschäftigt, die eine Förderung von 184.995 preußische Tonnen Steinkohle erbrachten. Im Jahr 1855 betrug die Förderung 178.088 preußische Tonnen Steinkohle, die Belegschaftsstärke lag bei 279 Beschäftigten. Im Jahr 1858 waren 373 Beschäftigte auf dem Bergwerk, die Förderung betrug 291.305 preußische Tonnen Steinkohle. Im Jahr 1860 wurden mit 274 Beschäftigten 62.307 Tonnen Steinkohle gefördert. Im Jahr 1861 wurde mit 248 Beschäftigten eine Förderung von 199.150 preußischen Tonnen erbracht. Im Jahr 1862 lag die Förderung bei 210.904 preußischen Tonnen Steinkohle, die Belegschaftsstärke lag bei 295 Beschäftigten. Im Jahr 1863 wurde eine Förderung von 266.406 preußischen Tonnen erzielt. Die Belegschaftsstärke betrug in diesem Jahr 339 Mitarbeiter. Die maximale Förderung wurde im Jahr 1864 mit 365 Beschäftigten erbracht. In diesem Jahr wurden 86.536 Tonnen Steinkohle gefördert. Im Jahr 1865 betrug die Förderung 311.126 preußische Tonnen Steinkohle, die Belegschaftsstärke lag bei 329 Beschäftigten. Im Jahr 1870 wurden mit 188 Beschäftigten 64.270 Tonnen Steinkohlen gefördert. Die letzten bekannten Förder- und Belegschaftszahlen des Bergwerks stammen aus dem Jahr 1873, in diesem Jahr wurden mit 103 Bergleuten 33.224 Tonnen Steinkohle gefördert.